# Inger Lindbladh
Karin Inger Arvidsdotter Scott-Robbert, känd under flicknamnet Inger Lindbladh, född 30 juni 1930 i Ystads församling i dåvarande Malmöhus län, är en svensk sångerska.
I unga år spelade hon teater hemma i Ystad. Hon radiodebuterade 1949, avlade lärarexamen och kallades "Den sjungande småskollärarinnan". Hon är känd för låten Jag har talat om för varje liten stjärna (1952). Inger Lindbladh gjorde ett flertal inspelningar redan på 78-varvstiden. Hon har sedan haft en karriär under namnet Ingerlind i Tyskland, där hon en tid även hade ett eget radioprogram.
Inger Lindbladh gifte sig 1965 med silversmeden Eric Scott-Robbert (1928–1999) och är sedan flera decennier knuten till Trosa.

## Diskografi i urval
- Jag har talat om för varje liten stjärna - Rolf Degermans orkester (Philips), 78-varvare (1952)
- Jag vill sitta på ett moln och gunga - Willard Ringstrands orkester (Philips), 78-varvare (1952)
- Kärlek i det blå (Philips), 78-varvare (1953)
- Lilla Lise-lott' = Jolie Jacqueline (Philips), 78-varvare (1955)
- Min barndoms gata - Thore Arnruds orkester (Philips), 78-varvare
- Hjärta (Philips), 78-varvare
- Den glada karusellen (Philips), Inger Lindbladh med barnkör samt med Rolf Degermans orkester, 78-varvare
- Tror du på kärlek så välkommen (Philips) - Willard Ringstrands orkester, 78-varvare
- Den tredje januari - Torgny Ströms orkester (Philips), 78-varvare
- Okända djur - Pierre Westermans orkester (Philips), 78-varvare
- Det var så roligt jag måste skratta (Philips), 78-varvare
- Hela familjens jul (Sonet) (1969)
- Silverdrömmar (Sonet)
- Nu är det jul igen! (Sonet)